# Kaciulove, Berezivka
Kaciulove (în ucraineană Качулове) este un sat în comunei Ciohodarivka din raionul Berezivka, regiunea Odesa, Ucraina.

## Demografie
Componența lingvistică a localității Kaciulove
     Ucraineană (91,67%)
     Română (7,5%)
     Alte limbi (0,83%)
Conform recensământului din 2001, majoritatea populației localității Kaciulove era vorbitoare de ucraineană (91,67%), existând în minoritate și vorbitori de română (7,5%).